# Taenaris umbonia
Taenaris umbonia är en fjärilsart som beskrevs av Hans Fruhstorfer 1905. Taenaris umbonia ingår i släktet Taenaris och familjen praktfjärilar. Inga underarter finns listade i Catalogue of Life.